# Pangani (Tanzanie)
Pangani est une petite ville de la côte tanzanienne située entre Dar es Salam et Tanga (à 45 kilomètres au sud) à l'embouchure du fleuve Pangani dans l'Océan Indien. Pangani, ville d'environ 8 000 habitants, est le chef-lieu du district de Pangani.

## Histoire
Le site patrimonial et touristique de Muhembo, classé site historique national tanzanien, se trouve dans la partie nord de la ville, avec de nombreuses ruines de bâtiments construits en corail à la fin de la période swahili (XIIIe – XVIe siècles), dont une mosquée. La ville a été le centre d'une région où a été mise une économie de plantation (cocotier, canne à sucre, sisal) aux XIXe et XXe siècles, d'abord par des colons omanais, puis européens (allemands et britanniques). En 1898-1890, une révolte anticoloniale, conduite par le planteur et commerçant d'origine omanaise Abushiri chasse momentanément les Européens de Pangani et de ses environs. Le 13 juillet 1916, le HMS Severn, un monitor britannique, bombarde Pangani ; la garnison allemande se rend le 23 juillet.

## Patrimoine

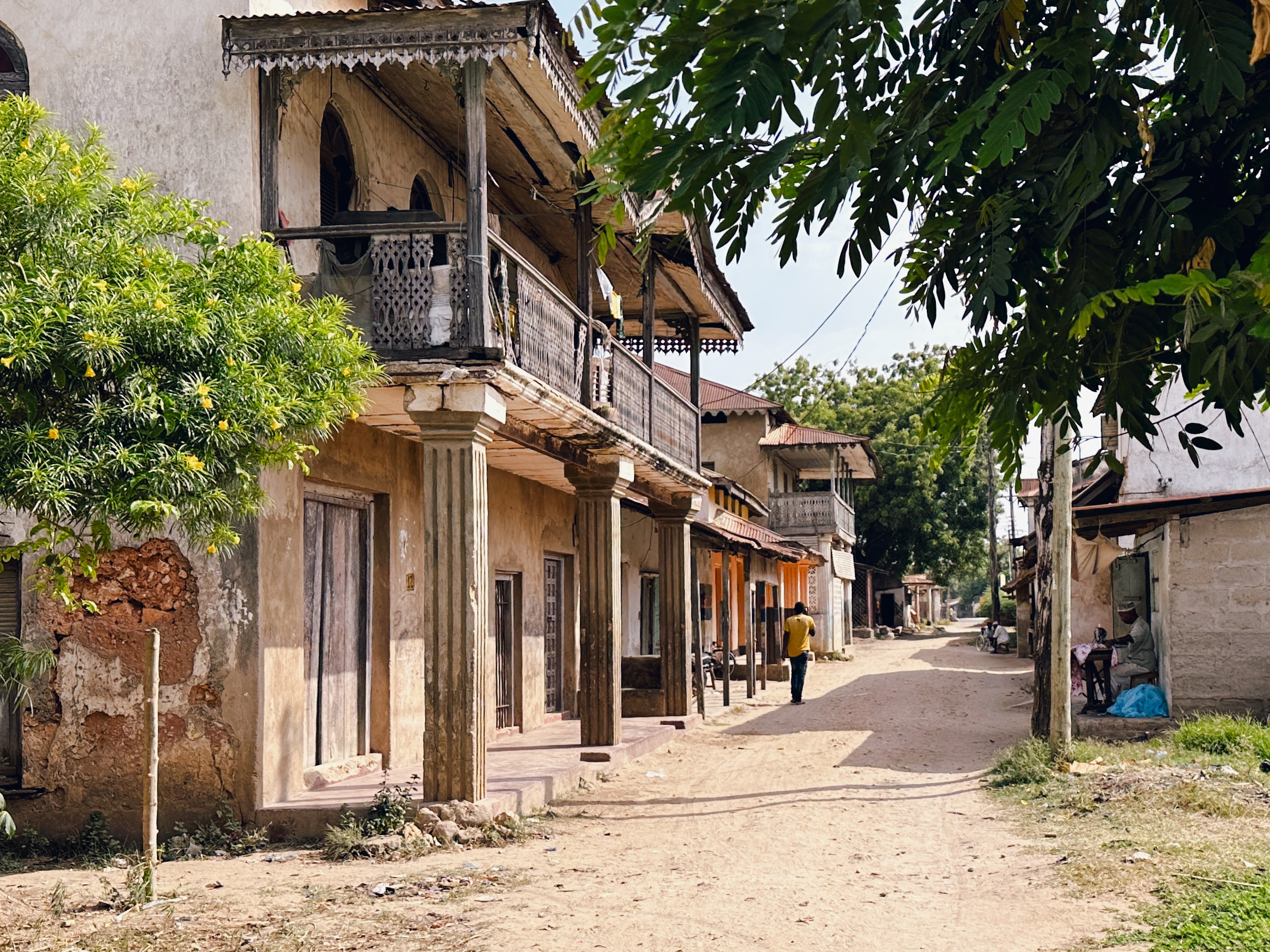
Rue de la vieille ville de Pangani.
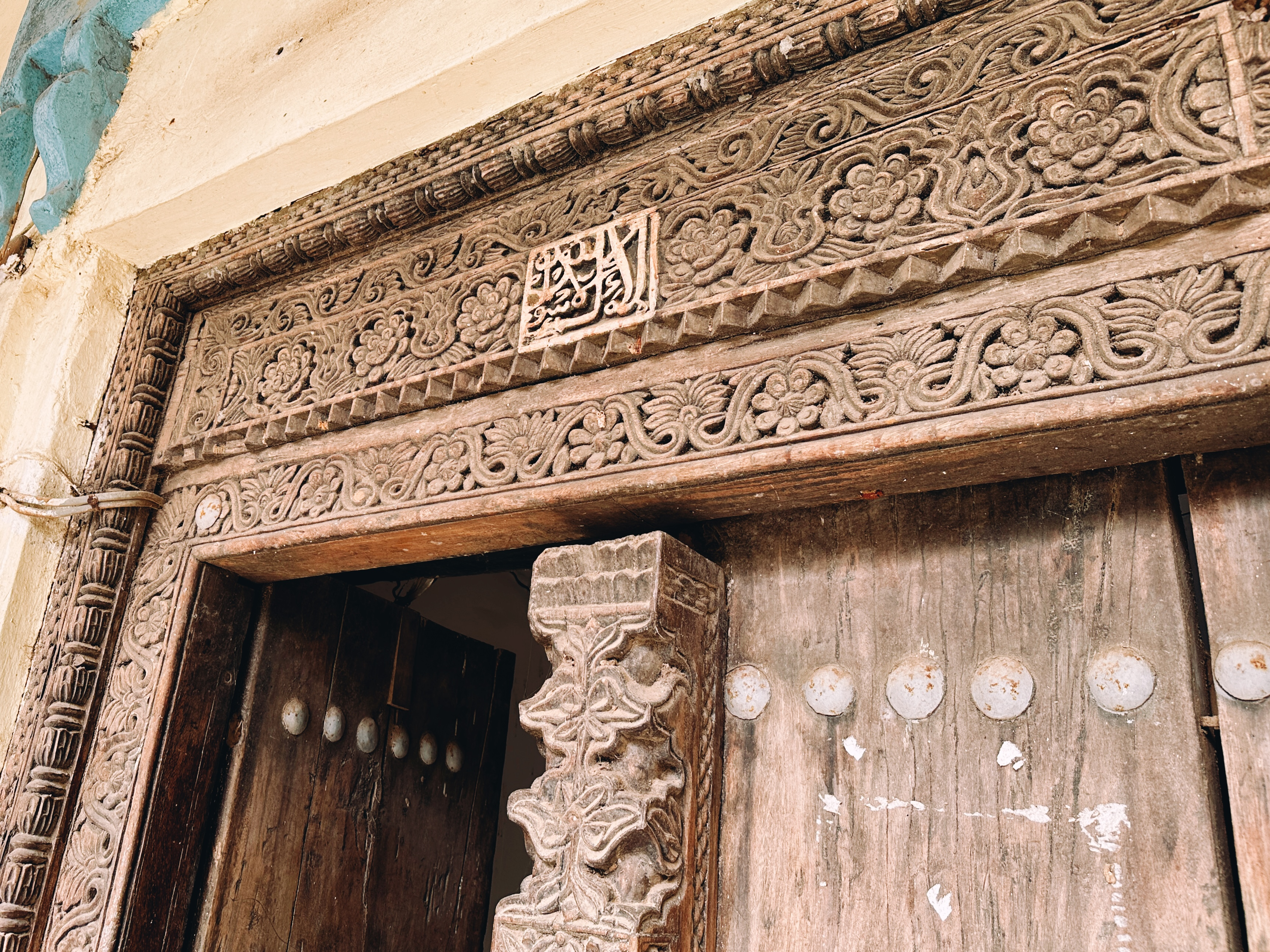
Porte swahili.
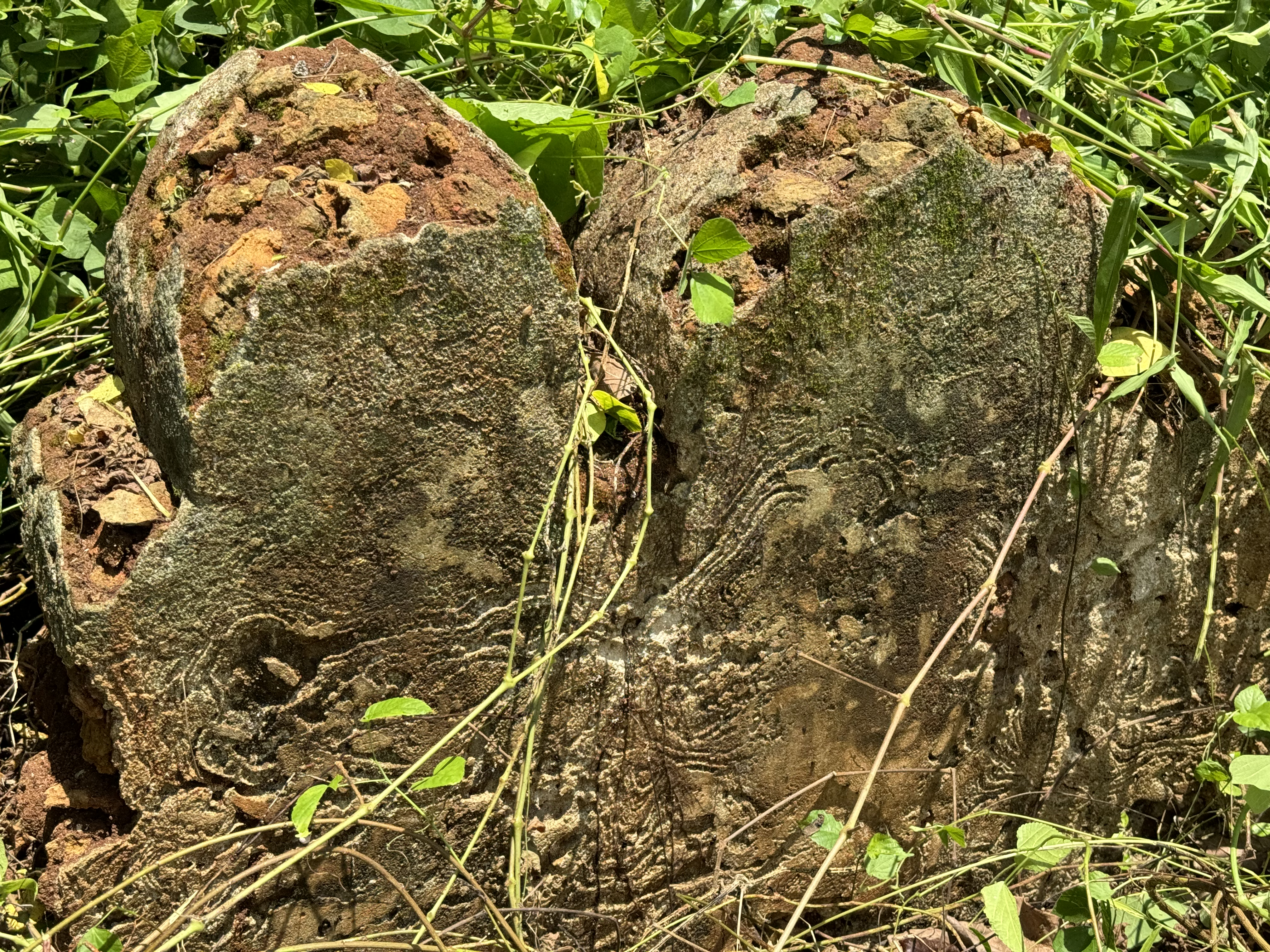
Pierre tombale à Muhembo.